# Английская совиная чайка

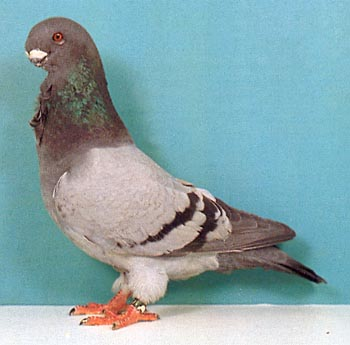
Английская совиная чайка (синий чернопоясый окрас)

Английская сова (чайка) (англ. English Owl) — английская порода голубей, была описана ещё в 1678 году Францисом Виллугби. Голуби этой породы относятся к группе Совиные голуби (чайки).

## История
Эта порода была выведена еще в XVII веке, за счет увеличения корпуса и головы египетской чайки. В XIX веке была популярна в Англии. С 1914 года появилась в Германии. Данная порода получила свой итоговый вид после скрещивания с африканскими совами и антверпенскими голубями.

## Описание
Внешне напоминает африканскую сову, но размером немного больше. Туловище более широкое. Голова круглая, щеки полные. Оранжевый цвет глаз. Верхняя половина клюва слегка загнута.